# Nicola Monaco

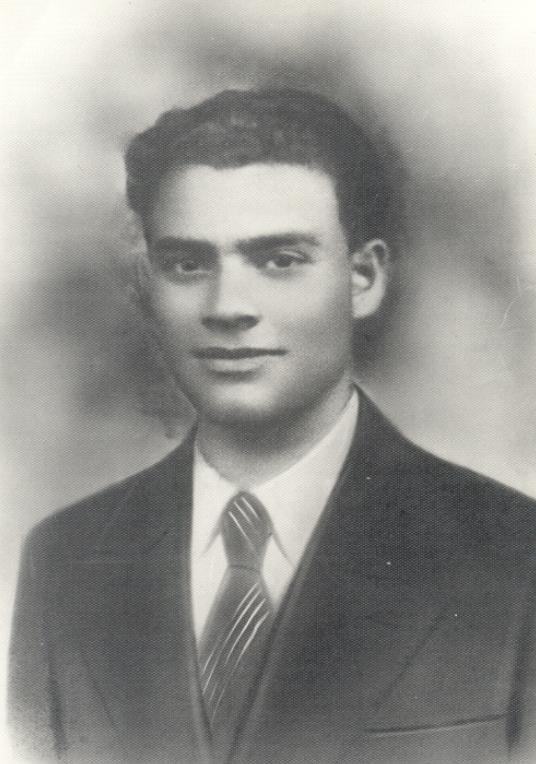
Nicola Monaco

Nicola Monaco (Sacco, 19 aprile 1924 – Sant'Albano Stura, 31 marzo 1945) è stato un militare e partigiano italiano, medaglia d'oro al valor militare.

## Biografia

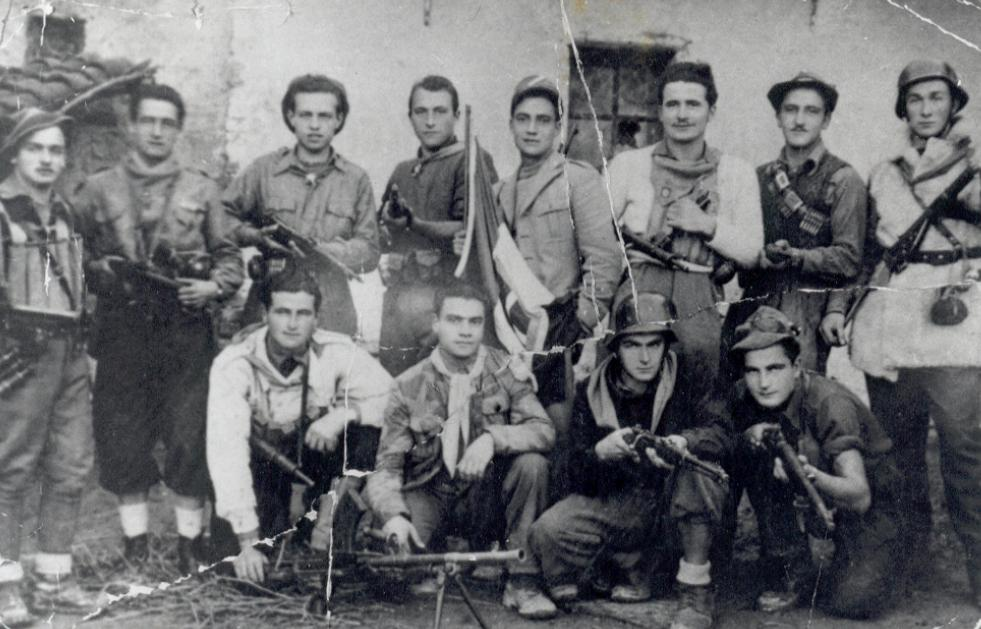
Il partigiano Nicola Monaco nella formazione Langhe (secondo accovacciato da sinistra)

Figlio terzogenito di Monaco Giuseppe e di Angelina Zoccoli. Ebbe un fratello, Teodosio, e due sorelle: Rosa e Rachele. Nacque a Sacco, nel Cilento, in provincia di Salerno, dove frequentò le scuole elementari; proseguendo gli studi a Piaggine, presso la scuola privata tenuta dal professore Biagio Bruno. Successivamente frequentò l'istituto per ragionieri a Napoli, che dovette lasciare all'ultimo anno, a causa della chiamata alle armi.  Militare nel 54º Reggimento Fanteria "Novara" e successivamente nella divisione Murge, 259º reggimento, dopo l'Armistizio di Cassibile si diede alla macchia e partecipò inizialmente nelle prime bande partigiane delle Langhe alla guerra partigiana. Aggregatosi al 1º Gruppo Divisioni Alpine, comandato da Enrico Martini "Mauri", prese il comando di un raggruppamento di Rocca Cigliè, in provincia di Cuneo, fino a raggiungere il grado di intendente generale della Divisione nel dicembre del 1944.
Catturato durante uno scontro a fuoco con forze nemiche, fu sottoposto a tortura e fucilato il 31 marzo 1945.

## Onorificenze
Civile militare di fanteria, partigiano

### Riconoscimenti
- A Salerno, in piazza Cavour, è posta una lapide commemorativa[2] La lapide posta sulla sede della Provincia di Salerno venne collocata dall'ANPI provinciale di Salerno denominata "Med. Oro Nicola Monaco" il 24 settembre 1947. Alla cerimonia fu presente il Presidente Nazionale ANPI l'On Arrigo Boldrini (Bulow). Bulow presiedeva il  "Convegno Interregionale dei Partigiani" tenuto a Salerno il 23 e 24 settembre 1947.  Solo il 19 dicembre 1948 le spoglie del partigiano Nicola fecero ritorno nella sua terra; nel corso di una cerimonia organizzata dalla stessa ANPI provinciale: Quel giorno 18 Partigiani rientrarono nella città di Salerno, con una solenne manifestazione pubblica. Il corteo che trasportava le mortali spoglie sostarono sotto il marmo che lo ricorda.[3]
- Nicola Monaco venne inumato nel Sacrario degli Eroi del Cimitero di Salerno in accoglimento della istanza dell'ANPI provinciale datata 1 settembre 1947.
- La città di Salerno lo ricorda su un marmo collettivo posto nel ventennale della Resistenza sul Palazzo delle Provincia, memoriale delle 8 MOVM della Provincia di Salerno. Nell'istituto Scolastico "Medaglie d'Oro" della città di Salerno una aula scolastica ricorda il suo nome.
- Nel suo paese natale gli è stata dedicata la piazza centrale e edificato in essa un monumento ai caduti.
- Il suo nome è inciso nel marmo del Sacrario di San Bernardo- Bastia Mondovì, CN. Memoriale del 1º Gruppo Divisioni Alpine delle formazioni autonome, comandate da Enrico Martini. Quelle lapidi ricordano circa 800 caduti nella guerra di liberazione del biennio 1944-1945.